# Ландреси
Ландреси́ (фр. Landrecies) — коммуна во Франции, регион О-де-Франс, департамент Нор, кантон Авен-сюр-Эльп, в 35 км к югу от Валансьена и в 66 к северу от Лана. Через территорию коммуны протекает река Самбра.
Население (2017) — 3 483 человека.

## История
Первое поселение на месте нынешнего Ландреси возникло в VI веке и было обязано своим появлением развитию торговли вдоль Самбры. В конце XI века эта территория перешла к сеньорам Авен, и в 1096 году на берегу Самбры был построен замок (не сохранился). В последующие века Ландреси стал бойким торговым местом, возникшая в начале XIV века традиция проводить здесь 18 октября торговую ярмарку сохранилась до настоящего времени.
В XVI—XVII веках, в период многолетней войны французов и испанцев, Ландреси, бывший форпостом владений испанцев во Фландрии, неоднократно брался штурмом и подвергался разорению. Окончательно французы завладели им в 1655 году, а Неймегенский договор 1679 года закрепил существующее по настоящий день положение. Знаменитый военный архитектор Вобан построил здесь мощные фортификационные сооружения.
Ландреси сильно пострадал во время Первой и Второй мировых войн.

## Достопримечательности
- Здание мэрии, восстановленное в 1921 году после разрушений Первой мировой войны. В здании мэрии расположена выставка картин художника Эрнеста Ама, уроженца Ландреси
- Дом-музей Жозефа-Франсуа Дюплеи, уроженца Ландреси
- Церковь Святых Петра и Павла XIX века с витражами

## Экономика
Структура занятости населения:
- сельское хозяйство — 5,4 %
- промышленность — 3,6 %
- строительство — 5,3 %
- торговля, транспорт и сфера услуг — 33,9 %
- государственные и муниципальные службы — 51,9 %

Уровень безработицы (2017) — 24,9 % (Франция в целом — 13,4 %, департамент Нор — 17,6 %). 

Среднегодовой доход на 1 человека, евро (2017) — 16 840 (Франция в целом — 21 110, департамент Нор — 19 490).

## Демография
Динамика численности населения, чел.

## Администрация
С 2020 года администрацию Ландреси возглавляет Франсуа Эрлем (François Erlem). На муниципальных выборах 2020 года возглавляемый им левый блок одержал победу в 1-м туре, получив 60,27 % голосов. 
| Период | Период | Фамилия           | Партия                                | Примечания                            |
| ------ | ------ | ----------------- | ------------------------------------- | ------------------------------------- |
| 1977   | 1995   | Бернар Дассонвиль | Социалистическая партия               | член Генерального совета департамента |
| 1995   | 2008   | Бернар Дельва     | Разные правые                         | член Генерального совета департамента |
| 2008   | 2020   | Дидье Леблон      | Социалистическая партия, Разные левые | учитель                               |
| 2020   |        | Франсуа Эрлем     | Разные левые                          | учитель                               |

## Знаменитые уроженцы
- Жозеф Франсуа Дюплеи (1697—1763), маркиз, французский колониальный администратор и генерал-губернатор в Индии. 5-метровая фигура Дюплеи из папье-маше является символом коммуны и представляет её на популярном на севере Франции параде великанов
- Анри-Жак-Гильом Кларк (1765—1818), военачальник, военный министр Наполеона I, при Реставрации маршал Франции

## Города-побратимы
- Манаж, Бельгия
- Дземяны, Польша

## Галерея

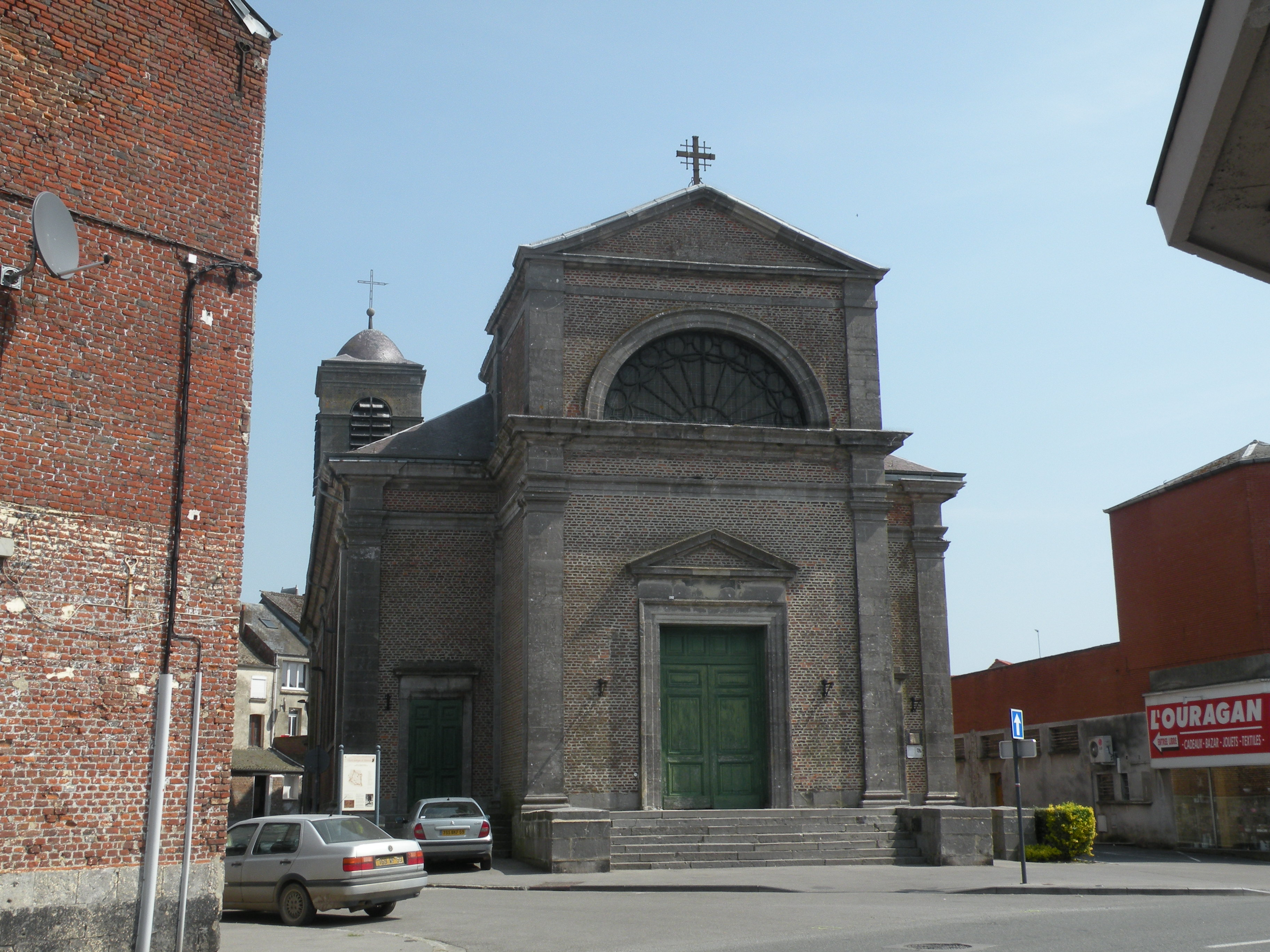
Церковь Святых Петра и Павла
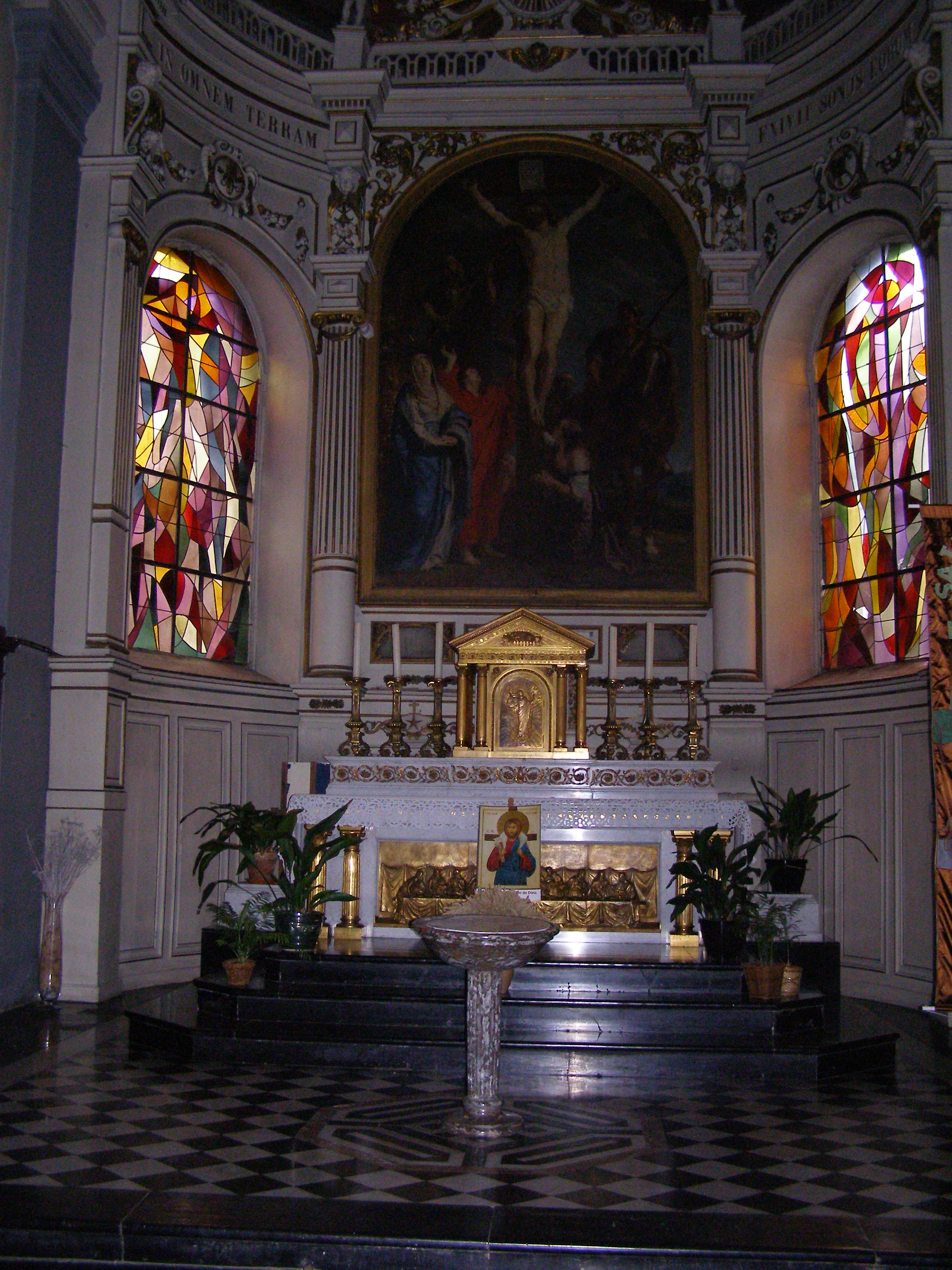
Алтарь церкви
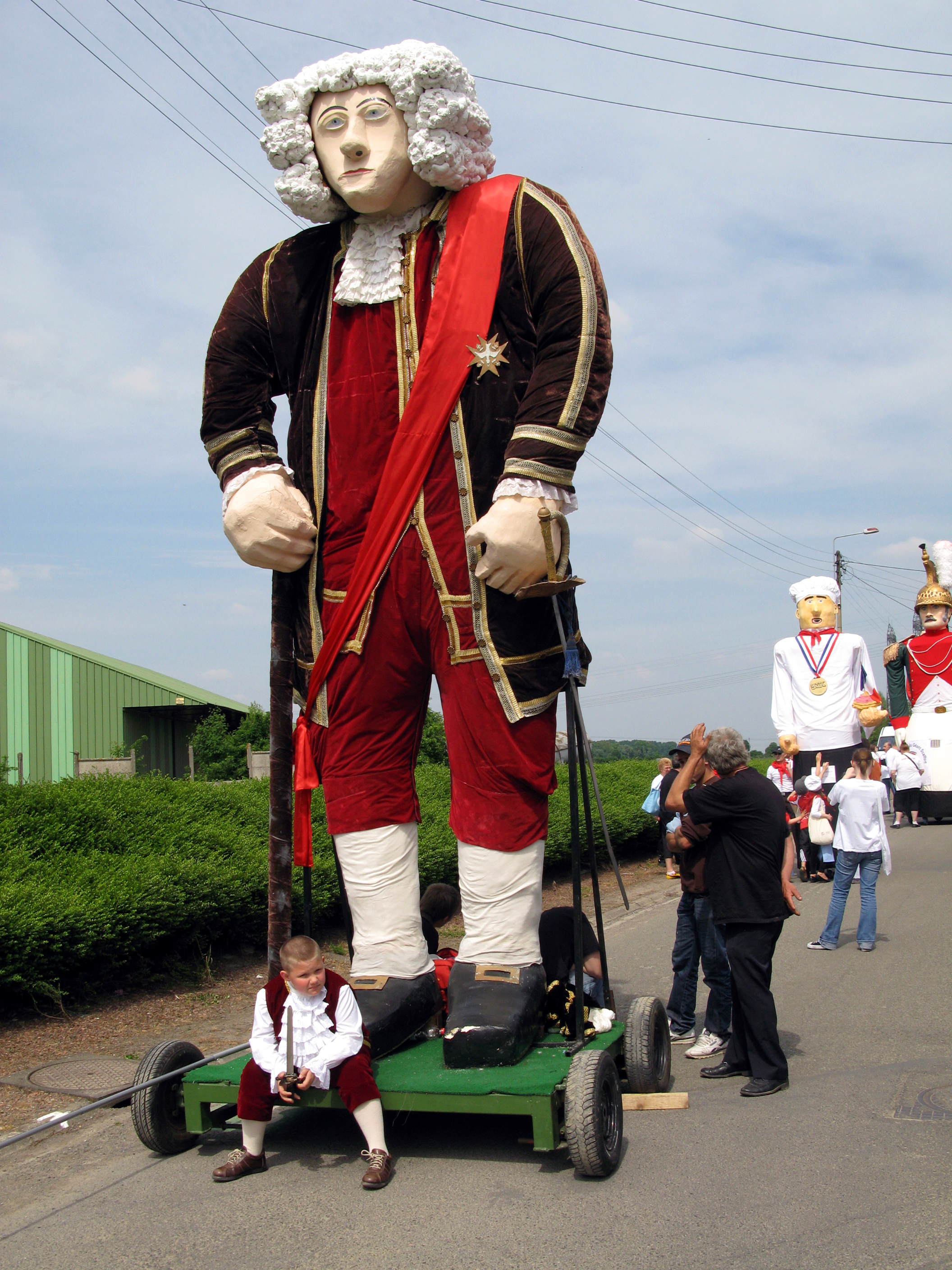
Великан Дюплеи
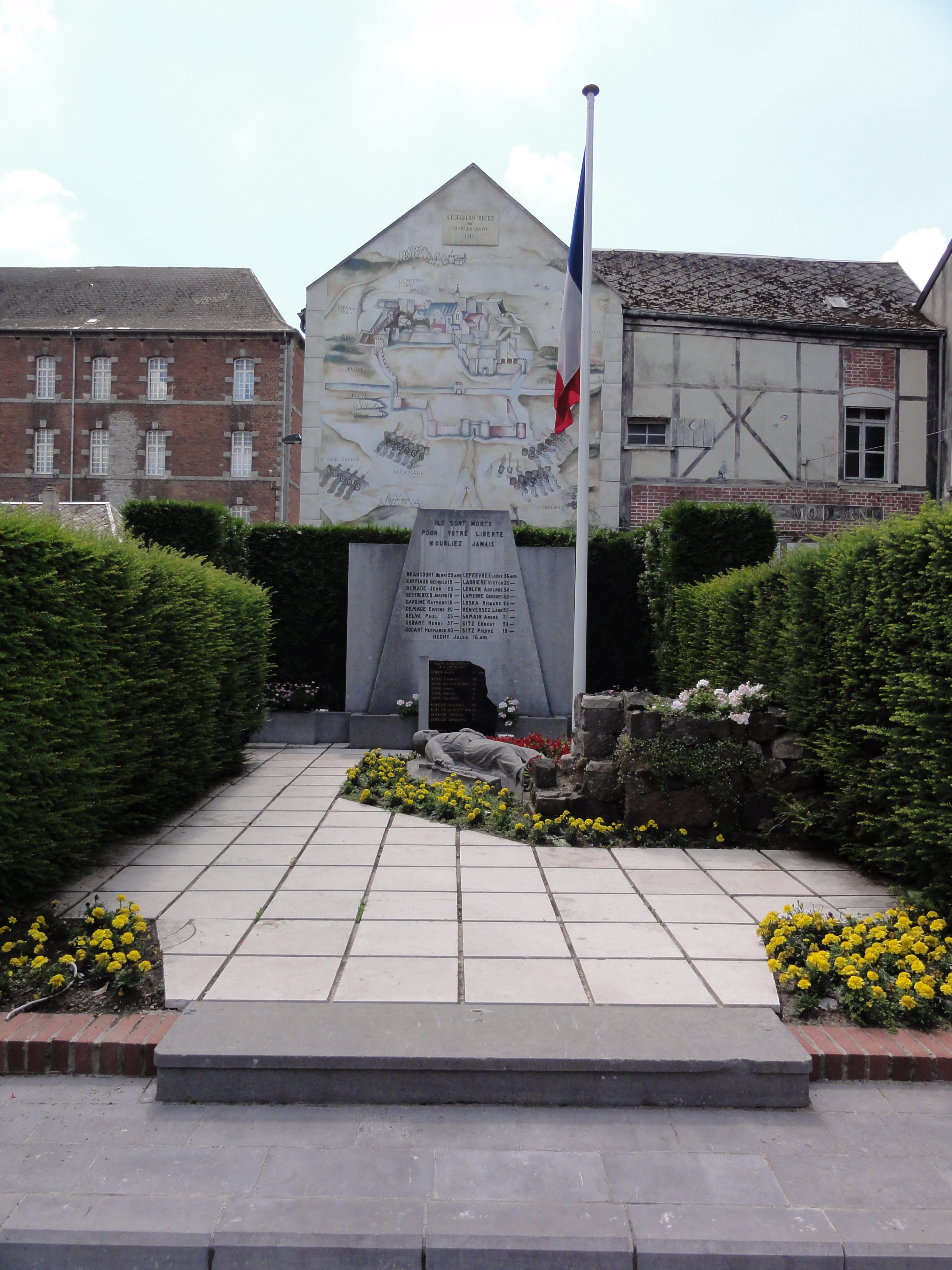
Памятник погибшим  во время осады Ландреси в 1543 году

1. 1 2  база данных о французских коммунах — Национальный географический институт Франции, 2015.